# Bieraznica (obwód miński)
Bieraznica (biał. Беразніца; ros. Березница) – wieś na Białorusi, w obwodzie mińskim, w rejonie wołożyńskim, w sielsowiecie Wiszniew.
Dawniej była to część zaścianka Jachimowszczyzna. W dwudziestoleciu międzywojennym leżała w Polsce, w województwie nowogródzkim, w powiecie wołożyńskim.